# Lối thoát trên không
Lối thoát trên không (tiếng Hàn: 엑시트, tiếng Anh: Exit) là một bộ phim điện ảnh Hàn Quốc thuộc thể loại hài – thảm họa – chính kịch công chiếu năm 2019 do Lee Sang-geun viết kịch bản kiêm đạo diễn trong tác phẩm đầu tay của mình. Với sự tham gia diễn xuất của hai ngôi sao chính gồm Jo Jung-suk và Yoona, phim theo chân Yong-nam và Eui-joo – một cặp đôi phải cố gắng trốn thoát khỏi một khí trắng bí ẩn đang đe dọa khắp thủ đô Seoul.
Bộ phim có buổi công chiếu tại Hàn Quốc vào ngày 31 tháng 7 năm 2019 và tại Việt Nam vào ngày 9 tháng 8 năm 2019. Sau khi ra mắt, bộ phim nhận được những lời đánh giá tích cực từ giới chuyên môn và thu về 69,5 triệu USD tại các phòng vé toàn cầu. Tại giải thưởng điện ảnh Rồng Xanh lần thứ 40, bộ phim đã giành được ba trên tổng số tám hạng mục được đề cử.

## Nội dung
Lee Yong-nam là một chàng trai trẻ giỏi leo núi nhưng vẫn đang trong tình cảnh thất nghiệp mà cũng thất tình. Nhân dịp sinh nhật lần thứ 70 của mẹ, Yong-nam nằng nặc đòi tổ chức tiệc tại nhà hàng tiệc cưới Cloud Garden, nơi mà Jung Eui-joo – cô gái mà anh theo đuổi cũng có kỹ năng leo núi tốt – đang làm việc với tư cách là quản lý. Không ngờ, một thảm họa bất ngờ ập tới, toàn bộ thủ đô Seoul chìm trong một loại khí ga màu trắng gây chết người.
Gia đình Yong-nam thấy đường phố đầy khí ga, họ chạy trở vào trong nhà hàng, nhưng chị gái của Yong-nam đã bị nhiễm khí ga. Mọi người lên sân thượng nhưng cửa đã bị khóa. Yong-nam liều lĩnh nhảy qua tòa nhà bên cạnh, leo lên sân thượng của nhà hàng và mở cửa cho gia đình mình. Mọi người gọi một máy bay trực thăng cứu hộ bay ngang qua, song Yong-nam và Eui-joo không thể lên vì lồng cứu hộ đã quá tải, họ đành phải ở lại. Nhận thấy khí ga đang bay lên, cả hai buộc phải rời khỏi nhà hàng để tìm nơi cao hơn.
Khi tìm được tòa nhà phù hợp, Yong-nam và Eui-joo cầu cứu chiếc trực thăng khác. Tuy nhiên khi thấy một nhóm học sinh bị mắc kẹt trong tòa nhà đối diện, họ đành phải chỉ chiếc trực thăng bay đến chỗ nhóm học sinh đó. Một trạm xăng phát nổ khiến khí ga bay lên nhiều hơn. Cả hai nhận ra họ phải đến chỗ cần trục tháp, nơi cao nhất trong khu vực lân cận. Trên đường đi, họ được theo dõi bởi một chiếc máy bay không người lái. Ngờ đâu, chiếc máy bay đó đột ngột hết pin nên không thể giúp Yong-nam và Eui-joo treo dây qua các tòa nhà. Khi họ đang tuyệt vọng thì nhiều chiếc máy bay không người lái khác bất ngờ bay đến chỗ họ và Yong-nam có thể sử dụng một chiếc để treo sợi dây qua các tòa nhà. Cả hai đều rơi khi đang leo dây, nhưng cuối cùng vẫn đến được chỗ cần trục tháp, sau đó được một chiếc trực thăng đưa đi.
Sau khi đến trạm y tế, Yong-nam đoàn tụ với gia đình mình, còn chị gái của anh đã được cứu chữa. Khi cơn mưa đã đổ xuống làm tiêu tan khí ga còn lại trong thành phố, Yong-nam và Eui-joo hẹn lần sau sẽ gặp lại nhau.

## Sản xuất
Bộ phim được khởi quay tại Seoul, bấm máy từ ngày 4 tháng 8 đến ngày 12 tháng 12 năm 2018.

## Phát hành
Bộ phim có buổi công chiếu tại Hàn Quốc vào ngày 31 tháng 7 năm 2019 và tại Việt Nam vào ngày 9 tháng 8 năm 2019 dưới định dạng 2D, 3D và IMAX. Ngoài ra, bộ phim còn được chọn là tác phẩm trình chiếu khai mạc tại Liên hoan phim Đông Á tại Luân Đôn lần thứ 4, diễn ra từ ngày 24 tháng 10 đến ngày 3 tháng 11 năm 2019.

## Đón nhận

### Doanh thu phòng vé
Trong 5 ngày đầu khởi chiếu, Lối thoát trên không đã thu về hơn 20 triệu USD với gần 3 triệu vé bán ra. Bộ phim đã thu về tổng cộng hơn 69,5 triệu USD trên phòng vé toàn cầu, trong đó có hơn 67,3 triệu USD đến từ phòng vé Hàn Quốc, hơn 470 nghìn USD từ Bắc Mỹ và hơn 841 nghìn USD từ Việt Nam.

### Đánh giá chuyên môn
Trên hệ thống tổng hợp kết quả đánh giá Rotten Tomatoes, Lối thoát trên không nhận 83% lượng đồng thuận dựa trên 6 bài đánh giá, đạt điểm trung bình 6/10. Cây viết Yoon Min-sik của tờ The Korea Herald đã mô tả rằng Lối thoát trên không là một "bộ phim thảm họa mãn nhãn nhưng cũng đầy vui nhộn", nơi "cứ mỗi khi có sai sót, bộ phim lại có nhiều yếu tố thú vị hơn", cho thấy bộ phim có tiềm năng trở thành bom tấn mùa hè của năm 2019. Bộ phim còn được giới chuyên môn khen ngợi bởi sự kết hợp đầy hài hước, duyên dáng, đồng thời còn cho rằng đây là "một thể loại phim thảm họa mới chưa từng được thấy trước đây" và là "một bộ phim được mọi lứa tuổi yêu thích."
Viết cho tờ Los Angeles Times, cây viết Carlos Aguilar đã đưa ra quan điểm trái chiều cho bộ phim. Theo đó, ông đã chỉ trích về sự thiếu độc đáo trong khâu nội dung, ông cho rằng mặc dù có "những rào cản thú vị", nhưng tổng thể của bộ phim vô tình là "một chuyến dạo chơi có kinh phí lớn dễ trôi và cuối cùng có thể dự đoán được với một chút lợi thế."

## Diễn viên
- Jo Jung-suk trong vai Lee Yong-nam
- Yoona trong vai Jung Eui-joo
- Go Doo-shim trong vai Hyeon-ok
- Park In-hwan trong vai Jang-soo
- Kim Ji-young trong vai Jung-hyun
- Kang Ki-young trong vai quản lý Goo
- Bae Yoo-ram trong vai Yong-min
- Yoo Su-bin trong vai Yong-soo
- Shin Se-hwi trong vai Yong-hwe
- Kim Kang-hoon trong vai Ji-ho
- Hwang Hyo-eun trong vai Lee Jung-mi
- Lee Bong-ryun trong vai Lee Jung-yoon
- Oh Hee-joon
- Jang Hyuk-jin

## Giải thưởng
| Năm  | Giải thưởng                                                        | Hạng mục                                                           | Đối tượng đề cử          | Kết quả   | Nguồn             |
| ---- | ------------------------------------------------------------------ | ------------------------------------------------------------------ | ------------------------ | --------- | ----------------- |
| 2019 | Giải thưởng điện ảnh Rồng Xanh lần thứ 40                          | Nam diễn viên chính xuất sắc nhất                                  | Jo Jung-suk              | Đề cử     | [ 4 ] [ 5 ] [ 6 ] |
| 2019 | Giải thưởng điện ảnh Rồng Xanh lần thứ 40                          | Nữ diễn viên chính xuất sắc nhất                                   | Im Yoon-ah               | Đề cử     | [ 4 ] [ 5 ] [ 6 ] |
| 2019 | Giải thưởng điện ảnh Rồng Xanh lần thứ 40                          | Ngôi sao nổi tiếng                                                 | Im Yoon-ah               | Đoạt giải | [ 4 ] [ 5 ] [ 6 ] |
| 2019 | Giải thưởng điện ảnh Rồng Xanh lần thứ 40                          | Đạo diễn mới xuất sắc nhất                                         | Lee Sang-geun            | Đoạt giải | [ 4 ] [ 5 ] [ 6 ] |
| 2019 | Giải thưởng điện ảnh Rồng Xanh lần thứ 40                          | Phim hay nhất                                                      | Lối thoát trên không     | Đề cử     | [ 4 ] [ 5 ] [ 6 ] |
| 2019 | Giải thưởng điện ảnh Rồng Xanh lần thứ 40                          | Quay phim xuất sắc nhất                                            | Kim Il-yeon, Kim Min-jae | Đề cử     | [ 4 ] [ 5 ] [ 6 ] |
| 2019 | Giải thưởng điện ảnh Rồng Xanh lần thứ 40                          | Dựng phim xuất sắc nhất                                            | Lee Kang-hee             | Đề cử     | [ 4 ] [ 5 ] [ 6 ] |
| 2019 | Giải thưởng điện ảnh Rồng Xanh lần thứ 40                          | Giải thưởng kỹ thuật                                               | Jin Yul-yun              | Đoạt giải | [ 4 ] [ 5 ] [ 6 ] |
| 2019 | Giải thưởng điện ảnh Rồng Xanh lần thứ 40                          | Nhạc phim hay nhất                                                 | Mowg                     | Đề cử     | [ 4 ] [ 5 ] [ 6 ] |
| 2019 | Giải thưởng Điện ảnh Buil lần thứ 28                               | Nữ diễn viên nổi tiếng nhất                                        | Im Yoon-ah               | Đoạt giải | [ 13 ]            |
| 2019 | Giải thưởng Điện ảnh Buil lần thứ 28                               | Nam diễn viên phụ xuất sắc nhất                                    | Kang Ki-young            | Đề cử     | [ 14 ]            |
| 2019 | Giải thưởng Điện ảnh Buil lần thứ 28                               | Kịch bản hay nhất                                                  | Lee Sang-geun            | Đề cử     | [ 14 ]            |
| 2019 | Giải thưởng Hiệp hội các nhà phê bình điện ảnh Hàn Quốc lần thứ 39 | Top 10 bộ phim hay nhất từ giới phê bình                           | Lối thoát trên không     | Đoạt giải | [ 15 ]            |
| 2019 | Liên hoan phim quốc tế Ma Cao lần thứ 4                            | Giải Ngôi sao chấu Á                                               | Im Yoon-ah               | Đoạt giải | [ 16 ]            |
| 2019 | Giải thưởng Nghệ sĩ Châu Á lần thứ 4                               | Nghệ sĩ xuất sắc nhất - Hạng mục diễn viên nữ chính trong điện ảnh | Im Yoon-ah               | Đoạt giải | [ 17 ]            |
| 2019 | Liên hoan phim Women in Film Korea lần thứ 20                      | Nữ diễn viên mới xuất sắc nhất                                     | Im Yoon-ah               | Đoạt giải | [ 18 ]            |
| 2020 | Giải thưởng điện ảnh Chunsa lần thứ 25                             | Đạo diễn mới xuất sắc nhất                                         | Lee Sang-geun            | Đề cử     | [ 19 ]            |
| 2020 | Giải thưởng điện ảnh Chunsa lần thứ 25                             | Nam diễn viên chính xuất sắc nhất                                  | Jo Jung-suk              | Đề cử     | [ 19 ]            |
| 2020 | Giải thưởng điện ảnh Chunsa lần thứ 25                             | Nữ diễn viên chính xuất sắc nhất                                   | Im Yoon-ah               | Đề cử     | [ 19 ]            |
| 2020 | Giải thưởng điện ảnh Chunsa lần thứ 25                             | Nữ diễn viên phụ xuất sắc nhất                                     | Go Doo-shim              | Đề cử     | [ 19 ]            |
| 2020 | Giải thưởng điện ảnh Chunsa lần thứ 25                             | Kịch bản hay nhất                                                  | Lee Sang-geun            | Đoạt giải | [ 19 ]            |
| 2020 | Giải thưởng điện ảnh Daejong lần thứ 56                            | Đạo diễn mới xuất sắc nhất                                         | Lee Sang-geun            | Đề cử     | [ 20 ] [ 21 ]     |
| 2020 | Giải thưởng điện ảnh Daejong lần thứ 56                            | Dựng phim xuất sắc nhất                                            | Lee Kang-hee             | Đoạt giải | [ 20 ] [ 21 ]     |
| 2020 | Giải thưởng điện ảnh Daejong lần thứ 56                            | Kế hoạch xuất sắc nhất                                             | Baek Hyeon-ik            | Đề cử     | [ 20 ] [ 21 ]     |
| 2020 | Giải thưởng điện ảnh Daejong lần thứ 56                            | Giải thưởng kỹ thuật                                               | Jin Yul-yun, Jung Do-ahn | Đề cử     | [ 20 ] [ 21 ]     |
| 2020 | Giải thưởng nghệ thuật Baeksang lần thứ 56                         | Phim hay nhất                                                      | Lối thoát trên không     | Đề cử     | [ 22 ] [ 23 ]     |
| 2020 | Giải thưởng nghệ thuật Baeksang lần thứ 56                         | Đạo diễn mới xuất sắc nhất                                         | Lee Sang-geun            | Đề cử     | [ 22 ] [ 23 ]     |
| 2020 | Giải thưởng nghệ thuật Baeksang lần thứ 56                         | Nam diễn viên chính xuất sắc nhất                                  | Jo Jung-suk              | Đề cử     | [ 22 ] [ 23 ]     |
| 2020 | Giải thưởng nghệ thuật Baeksang lần thứ 56                         | Kịch bản hay nhất                                                  | Lee Sang-geun            | Đoạt giải | [ 22 ] [ 23 ]     |
| 2020 | Giải thưởng nghệ thuật Baeksang lần thứ 56                         | Giải thưởng kỹ thuật                                               | Lối thoát trên không     | Đề cử     | [ 22 ] [ 23 ]     |
| 2020 | Liên hoan phim Far East lần thứ 22                                 | Giải Dâu tằm trắng cho phim hay nhất                               | Lối thoát trên không     | Đoạt giải | [ 24 ]            |